# Цалим Файбишович
Цалим Файбишович — витебский купец второй гильдии, родившийся и живший в Речи Посполитой до её разделов. Известен тем, что написал письмо российской императрице Екатерине II, с целью возмещения ему убытков.

## Биография
Год рождения купца Файбишовича не известен. Официально впервые в документах его имя упоминается в 1764 году. Он зафиксирован в числе девяти «старших евреев Витебского кагала». В мае 1772 года лишился, по неизвестной причине, своего высокого поста. Файбишовичу принадлежал ряд товарных построек: амбары, лавки, каменные погреба. В 1773 году, после первого раздела Речи Посполитой, в ходе чего город Витебск вошёл в состав Российской империи, по плану правительства, строения, которые являлись его собственностью, были снесены, для дальнейшего установления там рыночной площади. Купец оказался на грани разорения и нищеты. Файбишович решил перенести свою деятельность в соседнюю Могилёвскую губернию. Могилевская канцелярия передала ему откуп, но сборы были отданы другому купцу. В августе 1776 году Екатерина II в ходе разбирательства приговорила могилёвского губернатора Каховского к выплате штрафов, а откуп вернули Файбишовичу.
В 1778 году Файбишович был замешан в скандале, когда в суде попытался занять место рядом с судьями и его выгнали из зала суда. В этом же году он получил должность главы кагала.
По мнению белорусских евреев, генерал-губернатор Могилёвского наместничества Пётр Пассек нарушал их политические права, которыми они не могли пользоваться в отличие от христиан. В 1783 году появился закон о винокурении, для ведения контроля за производством спиртного. По мнению Файбишовича и других еврейских купцов, данная ситуация несла с собой для них серьёзные материальные убытки. К тому же в 1784 году у него усилились финансовые проблемы. По словам Файбишовича, он с большим трудом отдал кредиторам только половину своих долгов, а они требовали немедленно остальную половину. В результате этого из Витебска была отправлена делегация белорусских евреев в Санкт-Петербург во главе с Цалимом Файбишовичем. В марте 1785 года ему удалось встретиться с Екатериной II и передать ей своё письмо. Он, двое купцов и секретарь половецкого кагала предстали перед Сенатом на заседании 11 ноября 1785 года, где выдвинули свои условия. Они хотели прекращения переселений, которые отрицательно сказывались на благополучии как сельских, так и городских евреев; собирались закрепить за собой ряд экономических условий и позиций. При рассмотрении данных дел, Сенат предоставил равноправие евреев перед законом. Хотя Сенатом так и не было сформулировано точного определения статуса евреев в Российской империи.
В 1786 году Файбишович также выдвинул свои личные претензии к витебским властям, которые, по его мнению не выполнили ряд условий, после сноса его торговых построек. По этой причине его финансовое положение становилось хуже. Ко всему прочему затонуло его судно с товаром. Екатерина II рассмотрела данный вопрос. В 1788 году она распорядилась, чтобы Файбишовичу выплатили шесть тысяч рублей в качестве материальной компенсации.
Дата смерти Цалима Файбишовича не известна. Последнее упоминание о нём фиксируется 1789 годом.